# Эстелла Блен
Эстелла Блен (фр. Estella Blain; настоящее имя Мишлин Эстелла фр. Micheline Estellat; род. 30 марта 1930, Париж, Франция — 1 января 1982, Пор-Вандр, Франция) — французская актриса и певица. Известна исполнением роли маркизы де Монтеспан в фильме «Анжелика и король».

## Биография
Детство Эстеллы прошло на Монмартре, высочайшей точке Парижа. У неё были две сестры и брат.
В 1950-м году она начала учиться сценическому искусству у Рене Симона. С 1953 года играла в театре Гран-Гиньоль вместе с Мишелем Пикколи, Сержем Реджани, Рози Варт и другими артистами. В 1954 году дебютирует в кино в драме Эрве Бромбергера «Дикие фрукты».
В 1953 году вышла замуж за актера Жерара Блена, в 1957 году они развелись. После развода она решила сохранить фамилию мужа. В 1958 году вышла замуж за Мишеля Бонжана, брата актрисы Женевьев Паж. На следующий год в браке родился сын Мишель. Их отношения продлились до 1970 года.
В 1971 году Эстелла Блен имела недолгие отношения с турецким актером Демиром Караханом.
Актриса дружила с Пьером Лазаревым, журналистом и владельцем газеты «Вечерняя Франция». Его смерть от рака в 1972 году стала началом конца её карьеры. Постоянные изменения в киноиндустрии и нервные расстройства приводят к тому, что она начинает принимать антидепрессанты. Несмотря на падающую популярность, Эстелла работает на телевидении, пишет сценарии и записывает песни. В 1972 году её сын снимался в телефильме «Michel, l'enfant-roi».
1 января 1982 года Эстеллу нашли мертвой в саду её дома. Она совершила самоубийство, выстрелив себе в голову из оружия друга. Ей был 51 год. Её тело было доставлено в Тулузу и кремировано в коммуне Корнбарьё.

## Фильмография
- 1954 — Служебная лестница / Escalier de service
- 1957 — Гимназистки / Les Collégiennes — Марта
- 1959 — Зверь выпущен / Le Fauve est lâché — Надин Мару
- 1959 — Тральщики / Les Dragueurs
- 1960 — Враг в тени / L'ennemi dans l'ombre
- 1960 — Отель «Белая лошадь» / Im weißen Röß
- 1965 — Анжелика и король / Angélique et le roy — мадам де Монтеспан
- 1966 — Дьявольский доктор Z / Miss Muerte
- 1968 — В театре сегодня вечером / Au théâtre ce soir — Марина
- 1968 — Жизнь ночью / Vivre la nuit
- 1974 — Взбесившийся барашек / Le Mouton enragé — Ширли Дуглас[6]

## Дискография
Эстелла Блен записала семь мини-альбомов:
- 1964: Je N’aime Que Toi
- 1965: Chante Estella Blain
- 1967: Hurlevent
- 1968: Nitchevo / Cher Ian / La Fille Du Vent / Tu Danses Pour Moi
- 1968: Tu Danses Pour Moi
- 1969: Toi / L'écureuil / Dans Un Champs De Roses / Ballade Pour Dona Ines
- 1969: Festival Du Marais 1969 (Faust 1)